# Eupalaestrus spinosissimus
Eupalaestrus spinosissimus är en spindelart som beskrevs av Cândido Firmino de Mello-Leitão 1923. 
Eupalaestrus spinosissimus ingår i släktet Eupalaestrus och familjen fågelspindlar. Inga underarter finns listade i Catalogue of Life.